# Point of Entry
Point of Entry (укр. Точка відліку) — сьомий студійний альбом англійського метал-гурту Judas Priest, який вийшов 27 лютого 1981 року.
Після комерційного успіху попереднього альбому British Steel, на Point of Entry гурт обрав дружнішій до радіо напрямок. Назва альбому відображає його призначення як доступного вступу до музики гурту і жанру хеві-метал в цілому. Після завершення туру British Steel Tour гурт розпочав роботу над своїм наступним проєктом. До цього часу гурт мав достатньо коштів, щоб перевезти все своє обладнання до надсучасної студії Ibiza Studios в Іспанії. Це дало альбому гучніше, сильне та "живе" звучання, ніж попередні альбоми Judas Priest.

## Просування
З альбому вийшло три сингли: «Heading Out to the Highway», «Don't Go» та «Hot Rockin'», кожен з яких мав супровідні відеокліпи. Пісня «Heading Out to the Highway» була основною на концертах з моменту її виходу, «Desert Plains» регулярно виконувалася протягом 1980-х і в 2002 році, а «Hot Rockin'» була повернута в сет-лист туру Reunited Tour 2005 року, де гурт також грав «Solar Angels» в рідкісних випадках. Під час всесвітнього бліц-туру 1981 року на підтримку альбому пісня «Solar Angels» відкривала кожне шоу, а «Troubleshooter» звучала на окремих концертах цього туру.
Пісні «Don't Go», «Turning Circles», «You Say Yes», «All the Way» і «On the Run» ніколи не виконувалися наживо.

## Обкладинка
Європейська обкладинка альбому має "інтригуюче і барвисте зображення футуристичного металевого крила над знімком горизонту", розроблене Рославом Шайбо, який до цього часу оформлював усі альбоми гурту для CBS. Обкладинка, представлена на ринках Канади, США, Австралазії, Бразилії, Гонконгу та Японії, була розроблена Джоном Бергом з Columbia Records, і натомість зображує суцільний канцелярський папір, що імітує лінію посеред дороги, з білими картонними коробками на звороті.
|                 | "Обкладинка була жахливою, і ми повинні винити в цьому менеджмент, тому що вони недостатньо походили по магазинах, щоб знайти підходящу обкладинку". Американська обкладинка була іншою, але вона виявилася ще гіршою!" |
| — Гленн Тіптон, | |

Остання версія була знову використана для ремастера альбому 2001 року.
На американській обкладинці також з'явився екструдований "3D" логотип Judas Priest, який буде використовуватися аж до Turbo.

## Перевидання
Альбом було оновлено у 2001 році, до нього було додано два бонус-треки – концертну версію «Desert Plains» та «Thunder Road», трек з сесій Ram It Down.

У буклеті до ремастированого CD гурт зазначає:
Записаний на острові Ібіса з безліччю відволікаючих чинників, чудовим сонцем і надзвичайно дешевим алкоголем, цей альбом був сприйнятий зі змішаними почуттями, тому що він відрізнявся від того, що люди очікували. Альбом був майже повністю спонтанно написаний і виконаний на Ібісі – це був експеримент в тому сенсі, що до цього ми вже написали більшість пісень перед тим, як піти в студію.

## Відгуки
У 2005 році Point of Entry посів 352 місце у книзі журналу Rock Hard "500 найкращих рок і метал-альбомів усіх часів". У 2007 році у книзі "Metal: The Definitive Guide" автор Ґеррі Шарп-Янг написав, що альбом складається з "радіо-дружніх наповнювачів". Більше того, Шарп-Янг назвав оригінальне британське оформлення "м'яким", а подальше американське альтернативне - "ще гіршим компромісом".

Думки про альбом всередині гурту були неоднозначними. Басист Іен Гілл пояснив:
"Він вийшов... люди думають, що це просто комерційний альбом. Але це не так, там є кілька хороших пісень. І я думаю, що його не помітили".
У статті на сайті Louder зазначається, що "Гелфорд зізнається, що був "шокований" реакцією, яку він отримав". У тій же статті гітарист К. К. Даунінг висловлює змішанішу точку зору:
"Люди не розуміють, як на нас тиснув лейбл, щоб ми робили кавери або створювали хіти. З цим альбомом ми дали їм те, що вони хотіли".
Він назвав цей альбом найгіршим з тих, що він записав з групою:
"Але, з іншого боку, на ньому є кілька чудових пісень. На це дуже, дуже важко відповісти".

## Список композицій
Автор музики і слів Роб Гелфорд, Гленн Тіптон і К. К. Даунінг, якщо не вказано інше. 
| #   | Назва                        | Тривалість |
| --- | ---------------------------- | ---------- |
| 1.  | «Heading Out to the Highway» | 3:47       |
| 2.  | «Don't Go»                   | 3:18       |
| 3.  | «Hot Rockin'»                | 3:17       |
| 4.  | «Turning Circles»            | 3:42       |
| 5.  | «Desert Plains»              | 4:36       |
| 6.  | «Solar Angels»               | 4:04       |
| 7.  | «You Say Yes»                | 3:29       |
| 8.  | «All the Way»                | 3:42       |
| 9.  | «Troubleshooter»             | 3:59       |
| 10. | «On the Run»                 | 3:47       |

| Бонус-треки перевидання 2001 року | Бонус-треки перевидання 2001 року                                                        | Бонус-треки перевидання 2001 року | Бонус-треки перевидання 2001 року |
| #                                 | Назва                                                                                    | Автор                             | Тривалість                        |
| --------------------------------- | ---------------------------------------------------------------------------------------- | --------------------------------- | --------------------------------- |
| 11.                               | «Thunder Road» (Записано в 1988 під час сесій Ram It Down)                               | Тіптон, Гелфорд                   | 5:12                              |
| 12.                               | «Desert Plains» (Живий виступ на арені Kiel Auditorium, що в Сент-Луїсі; 23 травня 1986) |                                   | 5:03                              |

## Учасники запису
Judas Priest
- Роб Гелфорд - вокал
- К. К. Даунінг - гітари
- Гленн Тіптон - гітари
- Іен Гілл - бас-гітара
- Дейв Голланд - барабани

Продюсування
- Луїс Остін - звукорежисер
- Том Аллом - продюсування, зведення
- Рей Стефф - мастеринг
- Рослав Шайбо - дизайн обкладинки для Великобританії
- Джон Берг - дизайн обкладинки для США
- Арт Кейн - фотографії

## Чарти
| Чарт (1981)                                            | Найвища позиція |
| ------------------------------------------------------ | --------------- |
| Канада Canada Top Albums/CDs (RPM)                     | 42              |
| Фінляндія Finnish Albums (The Official Finnish Charts) | 18              |
| Німеччина German Albums (Offizielle Top 100)           | 19              |
| Норвегія Norwegian Albums (VG-lista)                   | 32              |
| Швеція Swedish Albums (Sverigetopplistan)              | 14              |
| Велика Британія UK Albums (OCC)                        | 14              |
| США Billboard 200                                      | 39              |

| Чарт (1981)       | Позиція |
| ----------------- | ------- |
| США Billboard 200 | 94      |

## Сертифікації
| Регіон                                             | Сертифікація | Продажі  |
| -------------------------------------------------- | ------------ | -------- |
| Велика Британія (BPI)                              | Срібний      | 60 000^  |
| США (RIAA)                                         | Золотий      | 500 000^ |
| ^відвантаження, що базуються лише на сертифікаціях |              |          |